# Neocheiridium triangulare
Neocheiridium triangulare är en spindeldjursart som beskrevs av Volker Mahnert och Aguiar 1986. Neocheiridium triangulare ingår i släktet Neocheiridium och familjen dvärgklokrypare. Inga underarter finns listade i Catalogue of Life.